# Tamas Krivitz
Tamas Krivitz (* 29. September 1946 in Pécs, Ungarn) ist ein ehemaliger ungarischer Fußballspieler und heutiger Fußballtrainer.

## Karriere

### Als Spieler
Krivitz begann seine Karriere beim ungarischen Hauptstadtverein Újpest Budapest. Während des Messestädtepokals 1966 war er mit Újpest in Deutschland beim 1. FC Köln zu Gast; die Gelegenheit nutzte er, um Ungarn illegal zu verlassen. Krivitz wurde für ein Jahr gesperrt. 1968 wechselte er zu den Vancouver Royals nach Kanada. 1969 wechselte Krivitz zum US-amerikanischen Verein Kansas City Spurs. Anschließend ging er zu Lierse SK nach Belgien. Zur Saison 1974/75 wechselte er zum Bundesligisten Wuppertaler SV, wo er 14 Spiele absolvierte. Wuppertal erreichte den letzten Platz und stieg wieder in die 2. Bundesliga ab.

### Als Trainer
2009 übernahm er den al Salmiya Club aus Kuwait. Zwischen 2010 und 2013 trainierte er den Al-Ahli Sedab Club aus dem Oman.